# Caso Cruzan contra el Director, Departamento de Salud de Missouri
Caso Cruzan contra el Director, Departamento de Salud de Missouri  (en inglés: Cruzan v. Director, Missouri Department of Health, 497 U.S. 261 (1990), fue un caso judicial de la Corte Suprema de los Estados Unidos. Tenía que ver con el derecho a morir. Nancy Cruzan era una mujer que se encontraba en un estado vegetativo persistente. Su familia quería detener los tratamientos de soporte vital para que ella pudiera morir. Los trabajadores del hospital se negaron a hacerlo sin una orden judicial. Eventualmente, el caso llegó a la Corte Suprema. El 25 de junio de 1990, el Tribunal decidió que era legal exigir "pruebas claras y convincentes" de que detener el soporte vital es lo que una persona hubiera querido. 

## Antecedentes
El 11 de enero de 1983, el coche de Nancy Cruzan se salió de la carretera. Aterrizó a 35 pies de distancia, boca abajo en una zanja llena de agua. Cuando llegaron los paramédicos, su corazón se había detenido y no respiraba. Los paramédicos la resucitaron, pero su cerebro fue dañado por no tener suficiente oxígeno. El daño cerebral causó un estado vegetativo persistente.
Los médicos le colocaron un tubo de alimentación en el estómago para que se le pudiera dar comida y agua a través del tubo. Sin la sonda de alimentación, Cruzan moriría de inanición o deshidratación, porque no podía tragar nada.
En 1988, los padres de Cruzan le pidieron a sus médicos que dejaran de alimentarla a través de la sonda de alimentación. Creían que Nancy no hubiera querido vivir en un estado vegetativo persistente. Recientemente le había dicho a una amiga que si se lesionaba gravemente o enfermaba, no querría vivir a menos que pudiera vivir "al menos la mitad de lo normal". Los padres de Nancy querían que ella pudiera morir. Sin embargo, el hospital se negó a retirar la sonda de alimentación sin una orden judicial.

### Decisiones de tribunales inferiores
Los Cruzanos pidieron a un tribunal de primera instancia que ordenara al hospital que le quitara la sonda de alimentación a Nancy. El tribunal de primera instancia estuvo de acuerdo.
El tribunal dijo que una persona tiene un "derecho natural fundamental" en la Constitución para que alguien tome la decisión de quitar el soporte vital "cuando la persona no tiene más función cerebral cognitiva... y no hay esperanza de recuperación futura". La corte dijo que la conversación de Nancy con su amiga mostró que ella no querría vivir en un estado vegetativo persistente.
El estado de Misuri apeló esta decisión. El caso fue a la Corte Suprema de Missouri, que revocó la decisión del tribunal de primera instancia. El Tribunal Supremo de Missouri dictaminó que nadie puede rechazar el tratamiento de otra persona, a menos que:
- La persona tenía un testamento en vida, un documento legal que decía lo que una persona querría en ciertas situaciones médicas (por ejemplo, diciendo: 'No quiero tratamiento si alguna vez estoy en un estado vegetativo persistente'); O
- Había "pruebas claras y convincentes" de que la persona habría querido rechazar el tratamiento. Esa evidencia no existía en el caso Cruzan, dijo la Corte.

## Tribunal Supremo
El Tribunal Supremo de los Estados Unidos aceptó escuchar una apelación de la decisión del Tribunal Supremo de Missouri. Este fue el primer caso de "derecho a morir" que la Corte Suprema de los Estados Unidos había escuchado.p.27
El caso Cruzan dividió a la Corte Suprema. Cinco de los jueces de la Corte Suprema (jueces) escribieron sus propias opiniones sobre el caso.p.28 Cuatro no estuvieron de acuerdo con la decisión que tomó la Corte. Sin embargo, el Tribunal dictaminó, en una votación de 5-4, que la Corte Suprema de Missouri tomó la decisión correcta. Dictaminaron que Missouri no violó la Constitución cuando requería "pruebas claras y convincentes" de que Nancy hubiera querido que se le pusiera fin a su soporte vital.
La Corte Suprema de los Estados Unidos dictaminó que las personas competentes (personas que pueden tomar decisiones por sí mismas) tienen el derecho de rechazar tratamiento médico. Dijeron que la Constitución otorga este derecho a las personas competentes en la Cláusula de Debido Proceso de la Decimocuarta Enmienda de la Constitución de Estados Unidos.
Sin embargo, dijo que las cosas son diferentes para las personas que son incompetentes (personas que no pueden tomar decisiones por sí mismas - por ejemplo, porque están en un estado vegetativo persistente). Si otra persona quiere rechazar el tratamiento para alguien que es incompetente, tiene que demostrar "pruebas claras y convincentes" de que rechazar el tratamiento es lo que la persona querría.

## Después de que la Corte Suprema

### Los Cruzanos

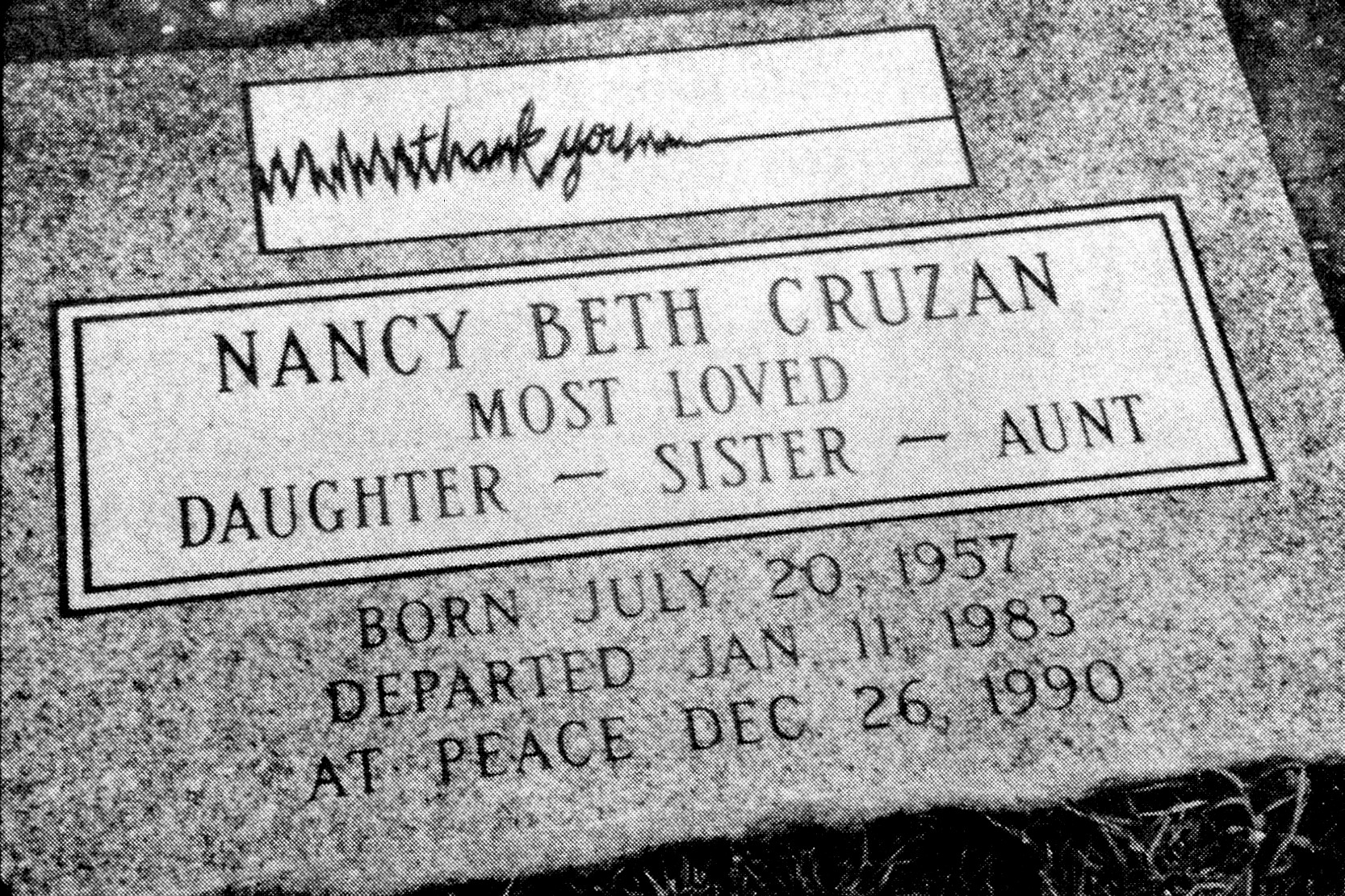
La lápida de Nancy Cruzan

Después de la decisión de la Corte Suprema, los Cruzanos regresaron a la primera corte de primera instancia con nuevas pruebas. La corte dictaminó que los Cruzanos ahora tenían evidencia clara y convincente de que Nancy hubiera querido que su soporte vital fuera interrumpido si estaba en un estado vegetativo persistente. El 14 de diciembre de 1990, le quitaron la sonda de alimentación a Nancy.
Los manifestantes presentaron siete peticiones diferentes ante el tribunal para que se volviera a colocar el tubo de alimentación de Nancy, pero el tribunal se negó.p.29 Luego, el 18 de diciembre, diecinueve personas entraron en la habitación del hospital de Nancy e intentaron volver a colocarle el tubo de alimentación ellos mismos; fueron arrestados.p.29
Nancy Cruzan murió el 26 de diciembre de 1990. Había estado en un estado vegetativo persistente durante ocho años.
En el funeral de Nancy, su padre se lo dijo a los periodistas: "Preferiría tener a mi hija de vuelta y dejar que otro fuera el pionero".p.29 Seis años después, se suicidó.

### Efectos
El caso Cruzan es uno de los casos de "derecho a morir" más importantes en la historia de Estados Unidos. Estableció los precedentes que los tribunales seguirían en muchos casos en el futuro.
El caso también hizo que muchos estadounidenses se interesaran en escribir testamentos en vida y otras instrucciones anticipadas (documentos que les dicen a los médicos y a los miembros de la familia lo que quieren en ciertas situaciones médicas, si no pueden tomar decisiones por sí mismos).

## Otros sitios web
- Datos breves sobre el caso Cruzan case en inglés simple (del IIT Chicago-Kent College of Law)
- Testamentos en vida y directivas anticipadas para decisiones médicas (de la Clínica Mayo)

- Datos: Q5190338